# Erlangenski rukopis
Erlangenski rukopis je anonimni ćirilični zbornik narodne poezije nastao najvjerojatnije u prvoj polovini 18. stoljeća. Radi se o najvećem predmodernom zborniku narodne poezije s područja jugoistočne Europe.

## Opis rukopisa
Rukopis se danas čuva u Sveučilišnoj biblioteci u Erlangenu pod signaturom 2107. Sastoji se od 530 listova od kojih je samo nekoliko prazno ili duplirano. Sadržajno se radi o 217 raznorodnih pjesama, preko 11 000 stihova. Pisan je diplomatskom miniskulnom ćirilicom ukrašenom crvenim inicijalima. Jezično je zanimljiv zbog miješanja zvučnih i bezvučnih konsonata, grešaka u deklinaciji, pogrešnoj upotrebi roda i broja te sličnih pojava koje upućuju da je pisar stranac kojemu slavenski govori onoga doba nisu bili materinji.

## Povijest rukopisa
Tekst je u potpunosti postao dostupan istraživačima tek 1925., iako je bio napisan najvjerojatnije 20-ih godina 18. stoljeća. Smatra se da je napisao govornik njemačkoga jezika, pisar ili časnik, koji je službovao na Vojnoj krajini između habsburške Kraljevine Hrvatske i osmanske Bosne.
Dosad je uvriježena teorija da je zbornik sastavljen između 1716. i 1733. za princa Eugena Savojskoga, koji je upravljao habsburškom vojskom u Habsburško-turskom ratu 1716. – 1718..
Posljednja u nizu teorija o postanku rukopisa donosi srpska filologija Marija Kleut koja smatra da je rukopis nastao u Slavonskome Brodu na inicijativu upravitelja tvrđave Brod generala Maximiliana Petrascha u periodu između 1708. i 1723. godine.
Rukopis je naslijedio Maximilianov sin Josip, renomirani bibliofil i poliglot, poslije čije smrti rukopis prvo postaje vlasništvo Učenog društva u Altordfu, te poslije Sveučilišne knjižnice u Erlangenu.
Rukopis je prvi put opisan 1913., a znanstveno obrađen 1914. godine. Objavio ga je 1925. čuveni slavist Gerhard Gesemann u Srijemskim Karlovcima.
Zbog svojeg starine u povijesti usmene književnosti rukopis je više puta znanstveno obrađen, no uglavnom u stranim slavističkim krugovima. Iako je najvjerojatnije nastao na području Hrvatske još nije doživio nijedno domaće izdanje, a jedinu veću raspravu o njemu izdaje hrvatsko-njemački slavist Josip Matešić.

## Izdanja
- "Erlangenski rukopis starih srpskohrvatskih narodnih pesama". Zbornik za istoriju, jezik i književnost srpskog naroda. Prvo odeljenje. Knjiga XII. Srpska kraljevska akademija. Izdao dr. G. Gezeman. Sremski Karlovci, 1925.
- Erlangenski rukopis. Zbornik starih srpskohrvatskih narodnih pesama. Priredili: Radoslav Medenica, Dobrilo Aranitović. Nikšić, 1987.